# 6632 Scoon
6632 Scoon هو كويكب، يقع ضمن حزام الكويكبات. اكتشف في 29 أكتوبر 1984.

## روابط خارجية
- 6632 Scoon في قاعدة بيانات مختبر الدفع النفاث لأجرام النظام الشمسي الصغيرة

- الاكتشاف · مخطط المدار ·  العناصر المدارية · المعلمات المادية

- 6632 Scoon على موقع ويكي سكاي: DSS2, SDSS, GALEX, IRAS, Hydrogen α, X-Ray, Astrophoto, Sky Map, Articles and images